# دانييل برنارد
دانييل برنارد (بالفرنسية: Daniel Bernard)‏ (24 سبتمبر 1949 باريس فرنسا - 9 أبريل 2020) هو لاعب كرة قدم فرنسي، يلعب كحارس مرمى.

## روابط خارجية
- دانييل برنارد على موقع قاعدة بيانات كرة القدم.إي يو (الإنجليزية)
- دانييل برنارد على موقع ليكيب (الفرنسية)
- دانييل برنارد على موقع عالم كرة القدم.نت (الإنجليزية)